# Lithocystis lankesteri
Lithocystis lankesteri is een soort in de taxonomische indeling van de Myzozoa, een stam van microscopische parasitaire dieren. Het organisme komt uit het geslacht Lithocystis en behoort tot de familie Urosporidae. Lithocystis lankesteri werd in 1950 ontdekt door Pixell-Goodrich.